# Aqueduc de l'Acqua Felice
Acqua Felice est l'un des aqueducs de Rome, achevé en 1586 par le pape Sixte V, dont le nom de naissance est « Felice » Peretti d'où son nom. C'est le premier aqueduc construit à Rome après la chute de l'Empire romain d'Occident.

## Description
Premier aqueduc de la Rome moderne, sa source se trouve à Pantano Borghese, près de la Via Casilina . Sa longueur est 15 milles (24,14 km), il s'étend sous terre sur 8 milles (12,875 km) depuis sa source, d'abord dans le canal d'Aqua Alexandrina, puis en alternance sur les arches de l'Aqua Claudia et de l'Aqua Marcia pendant 7 milles (11,265 km) jusqu'à son terminus à la Fontana dell'Acqua Felice sur la colline du Quirinal, située d'un côté de la Strada Pia (Via del Quirinale), de manière à former une place de Rome. L'ingénieur est Giovanni Fontana, frère de l'ingénieur-architecte de Sixte V, Domenico Fontana, qui a rapporté que le jour où le nouveau pape entra au Latran, il décida d'apporter de l'eau  aux collines de Rome, restées sans  depuis que les anciens aqueducs  avaient été détruits au VIe siècle.

## Construction
Les travaux sont achevés en dix-huit mois, au moment  où Sixte V s'occupe de tracer le plan des rues qui  constituent les artères de la Rome moderne. En octobre 1586, l'eau coule à flot dans sa Villa Montalto et, en 1589, elle jaillit de  vingt-sept fontaines publiques.

## Images

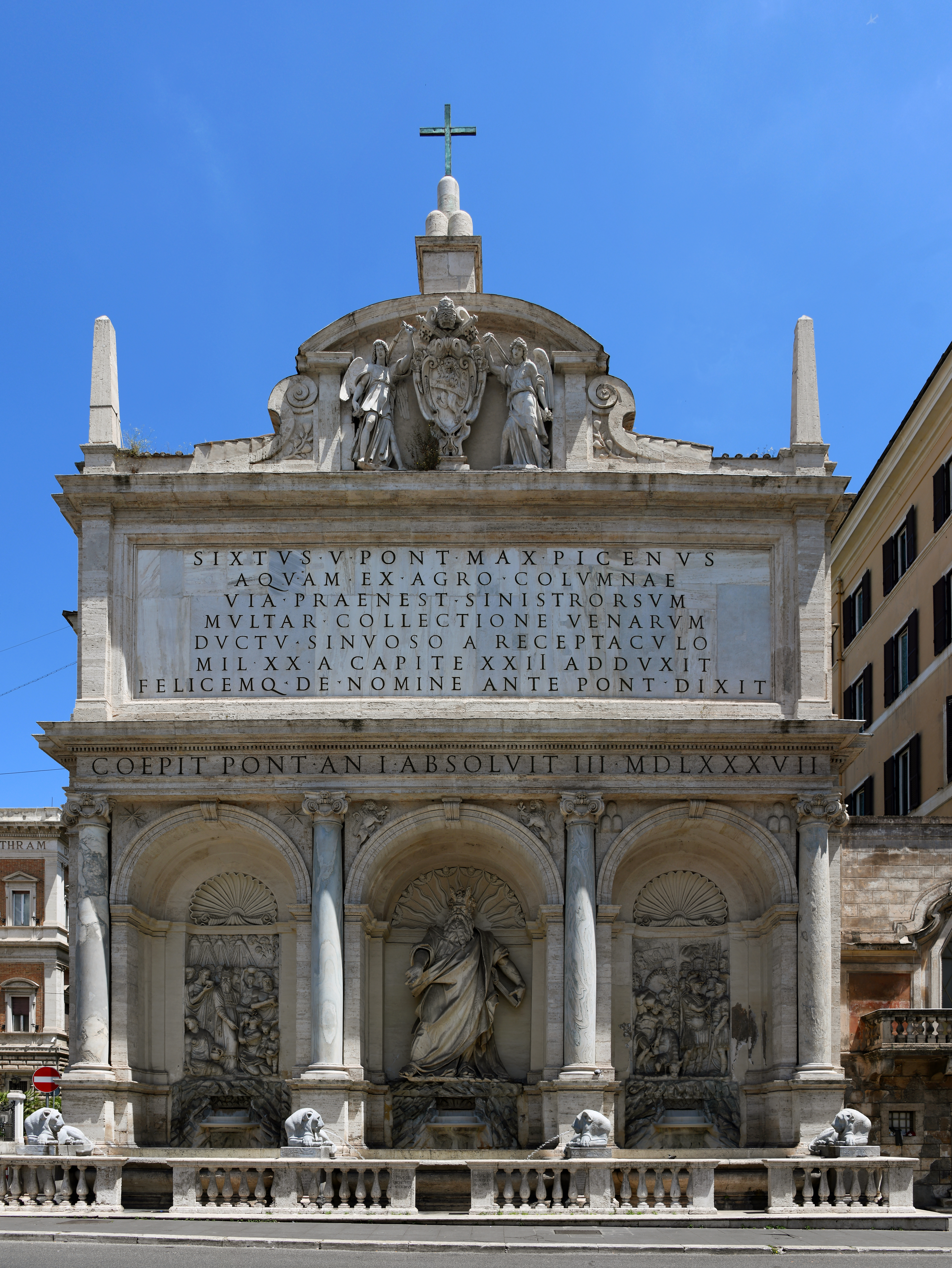
La fontaine de Moïse marque le terminus de l'acqua Felice sur le Quirinal.
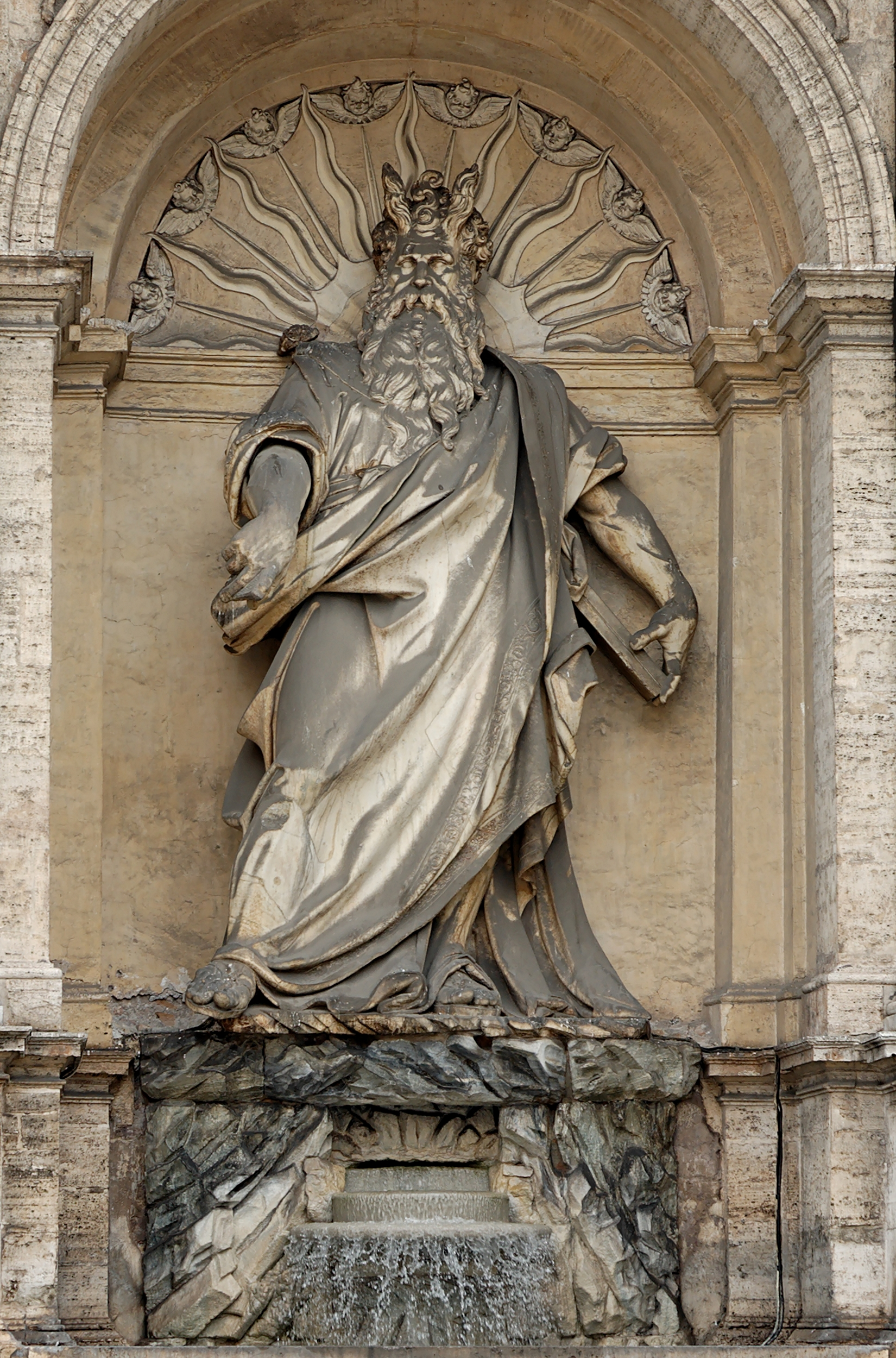
Moïse, de Leonardo Sormani et Prospero Antichi (it).
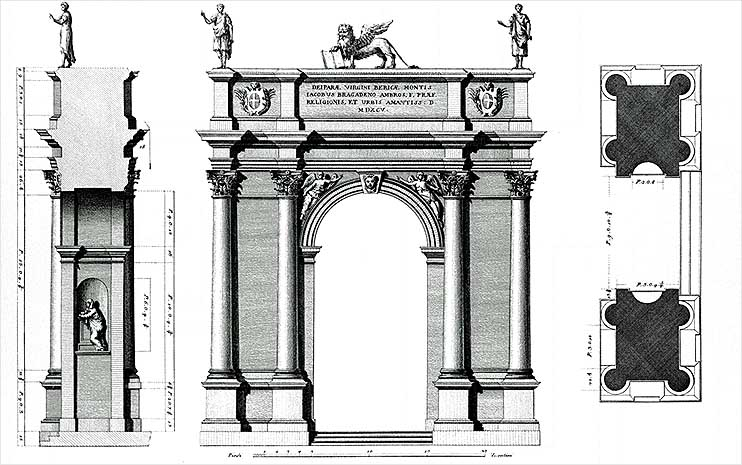
Arco Salette, Vicence, 1576, attribué à Andrea Palladio, à titre de comparaison.